# El Vilar (Arbúcies)
El Vilar és una masia d'Arbúcies (Selva) inclosa a l'Inventari del Patrimoni Arquitectònic de Catalunya.

## Descripció
El Vilar és un gran casal de dues plantes i golfes, vessants a laterals i cornisa catalana. Està ubicat en una zona de mitja muntanya, a 558 metres d'alçada. Això explica que presenti una estructura arquitectònica adaptada al pendent natural. L'edificació segueix una orientació est-oest.
L'accés principal ubicat a la cara est dona pas a un vestíbul, que distribueix diferents estances a la planta baixa: cuina, menjador i corts. En el pis de dalt, en l'actualitat molt reformat, s'hi ubicaven els dormitoris.
A les diferents façanes, destaquen diverses finestres d'arc conopial que amb les reformes han estat canviades de lloc i recol·locades en una restauració recent, que tanmateix no afectà l'estructura original de l'edifici. La part que es veu tan sols arribar a la casa presneta una finestra gòtica de tres arquets i diverses d'arc conopial. A la part superior hi ha dues petites obertures triangulars amb rajol que corresponen a les golfes.
El parament és sense arrebossar, de pedra vista. A la part de darrere s'afegeixen altres dependències i cal destacar-ne una a l'altre costat del camí, de construcció més moderna, amb les obertures rematades amb rajol. S'utilitza com a garatge i magatzem.

## Història
Documentat al 1255 i format per 4 masos: El Vilar, Boscà de Vilar, Sobirà de Vilar i Viola o el llogaret encara existent de cal Monjo. Destaca també la concessió d'un empriu de fer llenya, rama i pastura a la muntanya de l'Arenys per part de l'Abad del monestir de Breda l'any 1290 (Fons El Vilar MEMGA).
En el segle xiv la propietat del mas es consolida i s'engrandeix amb l'adquisició per compra en subhasta del mas Sobirana del mateix veïnat. Al segle xv es compren un seguit de terres que augmenten encara més la propietat. El mas diversifica la seva explotació en diferents sectors, essent la ramaderia i l'explotació forestal els més representatius, i que es mantingueren fins a la primera meitat del segle xx.
El trobem documentat en el Fogatge de la Batllia de n'Orri de 1497 i 1515. També ens apareix en el Manual del Regàs en actes de pagaments de censos de 1565. Documentat també en el Cadastre de 1743, quan Josep Vilar declara dues cases, i en el de 1800. També s'esmenta en el llistat de les cases de pagès del rector de l'any 1826.
En el padró de 1883 apareix habitada per una família d'11 persones, en el padró de 1940 la trobem habitad aper una família de 9 membres.
I en l'amillarament de 1935 apareix com a propi d'Aleix Pons Cambrerol, qui declara els següents límits: a orient amb terres de Ramon Vendrell, a migdia amb el mas Coll de Te, a ponent amb la riera de les Truites i a nord amb el mas Perich.